# Бібліотека «Веселка» для дітей
Бібліотека «Веселка» для дітей Печерського району м. Києва.

## Адреса
01150 м.Київ вулиця Лабораторна, 12 тлф 269-52-90

## Характеристика
Площа приміщення бібліотеки — 180 м², книжковий фонд — 19,3 тис. примірників. Щорічно обслуговує 2,8 тис. користувачів, кількість відвідувань за рік — 19,0 тис., книговидач — 63,0 тис. примірників.

## Історія
Бібліотека заснована у 1980 році. З 1989 року бібліотека отримала назву «Веселка». Бібліотечне обслуговування: 2 абонементи, 2 читальні зали.